# Wyspa zielona
Wyspa zielona je hudební album polského punkového hudebníka Pawła Kukize a kapely Perverados nahrané roku 2018.

## Seznam skladeb
1. „Wyspa Zielona“ – 3:09
2. „Nic Nie Boli Tak Jak Miłość“ – 3:59
3. „Biedny Jak G.“ – 3:49
4. „Słońce Peru“ – 4:40
5. „Wakacyjna Miłość Z Brodą“ – 3:09
6. „Pendolino“ – 4:14
7. „Basiu“ – 3:22
8. „O, Pani Sędzio“ – 4:00
9. „Galactic Love“ – 3:31[2]

## Autor
- Paweł Kukiz – zpěv
- Wiktoria Grudniok – doprovodné vokály
- Emil Jeleń – klávesový nástroj
- Wojciech „Amorek“ Cieślak – kytara